# Distretto di Avenches
Il distretto di Avenches è stato un distretto del Canton Vaud, in Svizzera. Confinava con il Canton Berna (distretti di Erlach a nord e di Laupen a est), con il Canton Friburgo (distretti di See a est e di Broye a sud-ovest) e con il Canton Neuchâtel (distretto di Neuchâtel) a nord-ovest. Il capoluogo era Avenches. Comprendeva una parte del lago di Neuchâtel e del lago di Murten.
In seguito alla riforma territoriale entrata in vigore nel 2008 il distretto è stato soppresso e i suoi comuni sono entrati a far parte del distretto di Morges, tranne Longirod, Marchissy e Saint-George che si sono uniti al distretto della Broye-Vully.

## Comuni
Amministrativamente era diviso in 2 circoli e 12 comuni:

### Avenches
- Avenches
- Donatyre
- Faoug
- Oleyres

### Cudrefin
- Bellerive
- Cudrefin
- Champmartin
- Mur
- Vallamand
- Villars-le-Grand

### Divisioni
- 1811: Constantine → Constantine, Montmagny

### Fusioni
- 2002: Champmartin, Cudrefin → Cudrefin
- 2006: Avenches, Donatyre → Avenches